# Castillo de la Costa del Cabo
El Castillo de la Costa del Cabo o Cabo Corso es una fortificación situada en Ghana. La primera construcción de madera fue erigida en 1653 por la Compañía Sueca de África y llamada Fort Karlsborg en honor del rey Carlos X Gustavo de Suecia. Posteriormente fue reconstruido en piedra.
En abril de 1663 toda la Costa de Oro sueca fue ocupada por los daneses e integrada en la Costa de Oro danesa. En 1664 el castillo fue conquistado por los británicos siendo extensivamente reconstruido por el Committee of Merchants (cuyo gobernador administraba la colonia británica al completo) durante los últimos años del siglo XVIII. En 1844 se convierte en la sede del gobierno colonial británico en la Costa de Oro.
El castillo fue construido para el comercio de oro y madera pero después se utilizó para el comercio transatlántico de esclavos. El castillo fue restaurado en los años 1920 por el Departamento de Obras Públicas Británico. En 1957, cuando Ghana alcanzó su independencia, el castillo pasó al cuidado del Ghana Museums and Monuments Board (GMMB). En la década de 1990 la construcción fue restaurada por el gobierno de Ghana con fondos provenientes del Programa de las Naciones Unidas para el Desarrollo (PNUD), USAID, el Instituto Smithsoniano y otras ONG.